# MyDNS
MyDNS is een Open Source DNS-Server voor Linux en UNIX-Systemem. De Resource Records worden in een MySQL of PostgreSQL database opgeslagen. In tegenstelling tot sommige programma's hoeft MyDNS niet opnieuw opgestart te worden na het wijzigen van een Resource Record.
MyDNS bevat geen recursieve nameserver, en geen resolver library. 